# Astragalus andersianus
Astragalus andersianus är en ärtväxtart som beskrevs av Dieter Podlech. Astragalus andersianus ingår i släktet vedlar, och familjen ärtväxter. Inga underarter finns listade i Catalogue of Life.